# غراهام لوفيت
غراهام لوفيت (بالإنجليزية: Graham Lovett)‏ هو لاعب كرة قدم بريطاني في مركز الوسط، ولد في 5 أغسطس 1947 في Sheldon, West Midlands ‏ في المملكة المتحدة، وتوفي في 10 مايو 2018. لعب مع نادي ساوثهامبتون ونادي سوليهول لكرة القدم ونادي ووستر سيتي ووست بروميتش ألبيون.